# Royal Mile
Royal Mile (Kraljeva milja) (škotskogelsko Am Mìle Rìoghail; škotščina Ryal Mile) je zaporedje ulic, ki tvorijo glavno prometnico starega mestnega jedra mesta Edinburg na Škotskem. Izraz je bil prvič uporabljen opisno v knjigi W. M. Gilberta Edinburgh v 19. stoletju (1901), ki opisuje mesto »z gradom in palačo ter kraljevo miljo med njima«, nato pa je bil populariziran kot naslov vodnika R. T. Skinnerja, objavljenega leta 1920, Royal Mile od Edinburškega gradu do Holyroodhouse.
Kraljeva milja poteka med dvema pomembnima lokacijama v zgodovini Škotske: Edinburškim gradom in palačo Holyroodhouse. Ime izhaja iz tega, da je tradicionalna procesijska pot monarhov s skupno dolžino približno ene škotske milje, kar je zastarela enota, ki je enaka 1,8072576 km. Ulice, ki sestavljajo Royal Mile, so (od zahoda proti vzhodu) Castlehill, Lawnmarket, High Street, Canongate in Abbey Strand. Royal Mile je najbolj prometna turistična ulica v starem mestnem jedru, ki se kosa le s Princes Street v Novem mestu.

## Geografija
Umikajoče se ledene plošče so pred mnogimi tisočletji odložile svoje ledeniške ostanke za trdim vulkanskim čepom grajske skale, na kateri stoji Edinburški grad, kar je povzročilo značilno tvorbo skale in repa. Royal Mile, ki teče proti vzhodu od skale, na kateri stoji grad, leži na grebenu repa, ki se rahlo spušča do palače Holyroodhouse. Strme uličice potekajo med številnimi visokimi zemljišči (ali stanovanjskimi stavbami) ob glavni cesti. Pot poteka od nadmorske višine 42 metrov pri palači do 109 metrov pri gradu, kar daje povprečni naklon 4,1 %.

## Grajska Esplanada in Castlehill
Grajska Esplanada je bila leta 1753 postavljena kot paradni prostor z uporabo plena iz stavbe Kraljeve borze (zdaj Mestne dvorane). Formalizirana je bila leta 1816, ko so jo razširili in opremili z okrasnimi ograjami in stenami. Esplanada s svojimi številnimi spomeniki je bila uvrščena na seznam A zgodovinske Škotske. Je prizorišče letnega Edinburgh Military Tattoo, ob katerem so postavljene posebej oblikovane začasne tribune. Cannonball House ima v zidu zataknjeno topovsko kroglo, za katero pogosto pravijo, da je bila pomotoma izstreljena z gradu, vendar dejansko označuje vzpetino Comiston Springs, tri milje južno od gradu, ki je napajal cisterno na Castlehillu, eno prvih cevne oskrbe z vodo na Škotskem.
Od grajske Esplanade na kratkem odseku ceste z naslovom Castlehill dominira nekdanja cerkev Tolbooth-Highland-St John's (na južni strani ob vznožju tega odseka), zdaj sedež društva Edinburški mednarodni festival – The Hub, na severni strani pa razgledni stolp in kamera obscura. Zborska dvorana Škotske cerkve in New College sta nižje na isti strani. Škotski parlament je med letoma 1999 in 2004 zasedal v skupščinski dvorani.

## Lawnmarket
Lawnmarket je ločeno poimenovan del High Street. Naslovi so nadaljevanje številk High Street. Poteka od West Bow do St Giles Street.
Listina iz leta 1477 je ta del High Street določila kot tržnico za tako imenovano »notranje blago« – predmete, kot so preja, nogavice, grobo blago in drugi podobni izdelki. V kasnejših letih je bil lan glavni prodani izdelek. Posledično je postalo znano kot Land Market, ki je bilo kasneje spremenjeno v Lawn Market. Je blizu na južni strani, Riddle's Court pa je dobro ohranjena hiša iz 16. stoletja trgovca Johna MacMorrana, ki so ga leta 1595 ustrelili uporni šolarji.
Danes je večina trgovin na ulici namenjena turistom. Na severni strani je ohranjena trgovska meščanska hiša Gladstone's Land iz 17. stoletja v lasti Nacionalnega sklada za Škotsko. Spodnji konec Lawnmarketa seka most Jurija IV. na desni (južno) in Bank Street na levi (sever), ki vodi do Mounda in Novega mesta. Pogled po ulici Bank Street zapira baročni sedež Bank of Scotland.
Na jugozahodnem vogalu tega križišča z vhodom na most Jurija IV. je hotel Missoni, ki nadomešča nekdanje pisarne regionalnega sveta Lothian. Ta stavba je kontroverzne zasnove, prejela je nagrado Scottish Civic Trust in nagrado RIBA (Royal Institute of British Architects) leta 2010, bila pa je tudi nominirana (vendar ne zmagala) za Carbuncle Cup leta 2009.
Med ulicama Bank Street in St Giles Street, ki označuje konec Lawnmarketa, je High Court of Justiciary, vrhovno kazensko sodišče Škotske, nameščeno v pravosodni stavbi.

## High Street
Na južni strani, približno tretjino poti navzdol od gradu proti palači, je Parlamentarni trg, poimenovan po stari stavbi parlamenta, v kateri so bila tako sodišča kot stari škotski parlament med letoma 1630 in 1707 (ko je obstajal končal z aktom o združitvi). V stavbi parlamenta je zdaj Court of Session, vrhovno škotsko civilno sodišče. Stolnica sv. Gilesa, visoka edinburška cerkev, stoji tudi na parlamentarnem trgu.
Ob zahodnih vratih St Giles' je Heart of Midlothian, vzorec v obliki srca, vgrajen v 'postavljeno' cesto, ki označuje mesto starega Tolbootha, nekdanjega središča uprave, obdavčitve in pravosodja v mestu. Sir Walter Scott je zapor opisal kot »srce Midlothiana«, kmalu po rušenju pa so mestni očetje mesto označili z mozaikom srca. Domačini so tradicionalno pljuvali središče srca v znak prezira do zapora. Na severni strani, nasproti St Gilesa, stoji Edinburgh City Chambers, kjer se sestaja svet mesta Edinburgh. Na južni strani, tik za High Kirk, je Mercatov križ, s katerega se berejo kraljeve razglase in napoveduje sklic parlamenta.
Celotno južno stran stavb od St Gilesa do Tron Kirk je bilo treba v 1820-ih po velikem edinburškem požaru leta 1824 ponovno zgraditi ali preoblikovati. To je bilo narejeno v jurijevskem slogu, ki je stopal po hribu navzdol.
Osrednji poudarek Royal Mile je glavno križišče z mostovi. Severni most poteka proti severu čez postajo Waverley do ulice Princes Street v Novem mestu. Južni most (ki se na nivoju ulice zdi preprosto cesta s trgovinami na obeh straneh – od spodaj je viden samo en lok) se razteza čez Cowgate na jugu, ulico v vdolbini spodaj, in se nadaljuje kot Nicolson Street mimo Old Collegea stavba Univerze v Edinburgu.
Pri hiši Johna Knoxa se High Street zoži na odsek ulice, prej znan kot Netherbow, ki je na križišču z Jeffrey Street (sever) in St Mary's Street (jug) označeval nekdanjo mestno mejo. Na tej točki je stalo pristanišče Netherbow, utrjen prehod med Edinburgom in Canongateom (do leta 1856 ločeno mesto), ki so ga leta 1764 odstranili, da bi izboljšali pretok prometa. Škotski pripovedovalski center je sodoben prizidek hiše Johna Knoxa, ki je v lasti Škotske cerkve. Odprl se je leta 2006 in nadomestil nekdanji umetniški center Netherbow, ki je v 1960-ih zamenjal cerkev Moray-Knox. Po angleški zmagi nad Škoti v bitki pri Floddnu leta 1513 je bilo okoli Edinburga zgrajeno mestno obzidje, znano kot Flodden Wall, katerega nekateri deli so ohranjeni. Pristanišče Netherbow je bilo prehod v tem zidu in medeninasti čepi na cesti označujejo njegov nekdanji položaj. Na vogalu ulice St Mary's Street je World's End Pub, ki je dobil ime po sosednji World's End Close, nenavadno tako poimenovani, ker je bil to v preteklosti zadnji zaključek v Edinburgu pred vstopom v Canongate.

## Zabava za poroko Marije, škotske kraljice, leta 1558
Na Salt Tronu in drugih lokacijah na Royal Mile je bilo 3. julija 1558 praznovanje ali predstava v počastitev poroke Marije I., škotske kraljice, in Franca II. Francoskega. Sama poroka je bila v Parizu 24. aprila 1558. Edinburško zabavo sta napisala in producirala William Lauder in William Adamson. Walter Binning je naslikal 'igralni voziček' za igralce, ki prikazujejo znamenja sedmih planetov in Kupida. Na štirih odrih so bila postavljena umetna »poletna drevesca«, okrašena s sadjem iz teniških žogic, prekritih z zlato folijo ali listi. Sedem planetov je bilo prikazanih v predstavi v Parizu po poroki.
Druge kraljeve zabave iz 16. stoletja v Tronu in na Royal Mile vključujejo pristop Marije I. (1561), Jakoba VI. (1579) in pristop Ane Danske (1590).

## Umori
Na osrednjem delu Royal Mile se je zgodilo več zloglasnih umorov:
- George Lockhart, Lord Carnwath, ki ga je leta 1689 umoril John Chieslie.
- James Mackcoull je leta 1806 umoril Williama Begbieja v bližini Tweeddale Courta.
- World's End Close, dvojni umor leta 1977 Angusa Sinclaira.

## Canongate
Onkraj križišča se Royal Mile nadaljuje po Canongateu, kar pomeni dobesedno »pot kanonov«, ko so jo nekoč uporabljali avguštinski kanoniki opatije Holyrood. Ulica se nadaljuje navzdol mimo Moray House (zdaj glavne akademske pisarne Moray House School of Education Univerze v Edinburgu), Canongate Tolbooth (zdaj muzej družbene zgodovine, imenovan The People's Story), Kirk of the Canongate (Canongate's župnijska cerkev in cvetoča kongregacija Škotske cerkve) in nova stavba škotskega parlamenta do palače Holyroodhouse in uničene opatije. Do leta 1856 Canongate ni bila le ulica, ampak ime okoliškega mesta, ločenega od Edinburga in zunaj Flodden Walla.

## Abbey Strand
Ta ulica je kratek pristop do palače Holyroodhouse ob vznožju Canongate. Ena od stavb na severni strani je bila hiša Lucky Spence, razvpite gospe iz bordela, ki se je spominja v pesmi Allana Ramsaya, Lucky Spence's Last Advice. Na južni strani je Kraljičina galerija, ki se uporablja za razstavljanje predmetov v kraljevi zbirki, v lupini nekdanje svobodne cerkve Holyrood in šole vojvodinje Gordon. Obstajajo tudi ostanki vhodnega poslopja palače Holyroodhouse, ki jo je zgradil Jakob IV., s kopijo kraljevega grba Jakoba V. v steni.

## Royal Mile danes
Danes Royal Mile vsebuje različne trgovine, restavracije, javne hiše in zanimivosti za obiskovalce. Med letnim festivalom Edinburgh Fringe se High Street napolni s turisti, zabavljači in avtobusi. Parliament Square je v središču škotskega pravnega sistema, saj je dom tako High Court of Justiciary kot Court of Session.